# Buřňáček černobřichý
Buřňáček černobřichý, někdy buřníček černobřichý (Fregetta tropica) je středně velký mořský pták z čeledi Oceanitidae a z řádu trubkonosí.

## Popis
Rozpětí křídel se pohybuje kolem 46 cm. Délka těla okolo 20 cm. Obvykle jsou černí s bílou páskou přecházející podkovovitě ze svrchních krovek ocasních či zadní části kostrce na boky, spodní krovky loketní a spodní střední ruční krovky. Uprostřed břicha se podélně táhne široký černý pruh, který může být přerušený nebo může zcela chybět. Mají dlouhé nohy, takže za letu jsou nohy vidět až za ocasem. Nohy a prsty jsou černé.

## Výskyt
Jeho výskyt je spojen s chladnými proudy. Vyskytuje se nad moři jižní polokoule.

## Hnízdění
Často hnízdí v norách, různých dutinách nebo na holých skalnatých svazích antarktických ostrovů.
Početnost byla odhadnuta na 200 000–300 000 párů. Samice obvykle snáší pouze jedno vejce. Jeho inkubační doba se pohybuje mezi 38 a 44 dny.

## Ohrožení
Není uváděn jako ohrožený druh. Podle Červeného seznamu IUCN je málo dotčený – LC.

## Fotografie

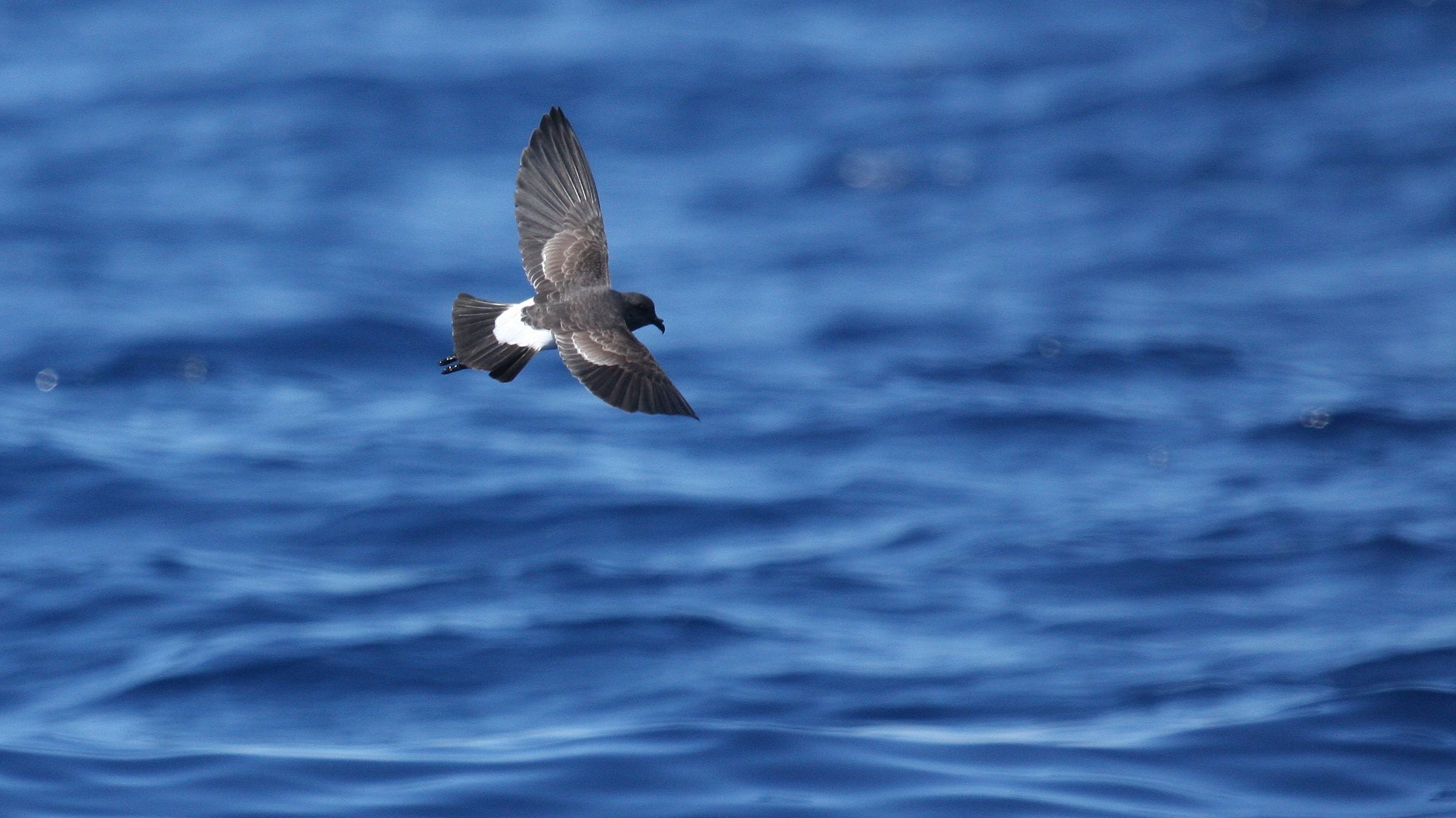

## Poddruhy
Jsou známy dva poddruhy:
- Fregetta tropica melanoleuca (Salvadori, 1908)
- Fregetta tropica tropica (Gould, 1844)